# Synstrophus repandus
Synstrophus repandus is een keversoort uit de familie winterkevers (Tetratomidae). De wetenschappelijke naam van de soort werd in 1888 gepubliceerd door George Henry Horn.